# Этилмедь
Этилмедь — металлоорганическое соединение, 
металла меди с формулой CuC2H5,
зелёные кристаллы.

## Получение
- Действие этилмагнийбромида на эфирный раствор иодида меди(I):

{\displaystyle {\mathsf {CuI+C_{2}H_{5}MgBr\ {\xrightarrow {-18^{o}C}}\ CuC_{2}H_{5}+MgBrI}}}

## Физические свойства
Этилмедь образует зелёные кристаллы, легко разлагается.